# Про свободу
Про свободу — філософське есе Джона Стюарта Мілла, опубліковане в 1859 році. Обстоюючи рішучий лібералізм, заснований на принципах запобігання агресії (пацифізму), книга мала важливе значення для ліберальної традиції. На нього вплинули твори німецьких авторів, таких як Ґете та Ґумбольдт. Безсумнівно, одна з головних робіт Мілла, книга, все ж таки, піднімає деякі питання щодо узгодженості з іншою його роботою: «Утилітаризм».

## Написання
Опублікована одразу після смерті його дружини, Гаррієт Тейлор Мілл, «Про свободу» стала кульмінацією частини їхнього (взаємного) проєкту зі збору філософських умовиводів. Для вікторіанського читача це був радикальний твір, що відстоював моральні та політичні свободи особистості проти держави. Як ліберал, Мілл вважав, що держава повинна насамперед захищати права власності. Разом з тим, він також вважає, що держава повинна відігравати певну роль у перерозподілі багатства.

## Зміст
«Предметом цього есе є не те що називається свободою волі, а соціальна або громадянська свобода: природа і межі влади, яку суспільство може легітимно здійснювати над індивідом» — уривок з твору.

## Переклад українською
- Міл, Джон Стюарт. Про свободу та інші есе /// Про свободу / Пер. з англ. — К: Видавництво Соломії Павличко Основи, 2001. — 463 с. — ISBN 966-500-540-5